# 錫爾伯巴赫河
51°51′21″N 9°0′24″E / 51.85583°N 9.00667°E

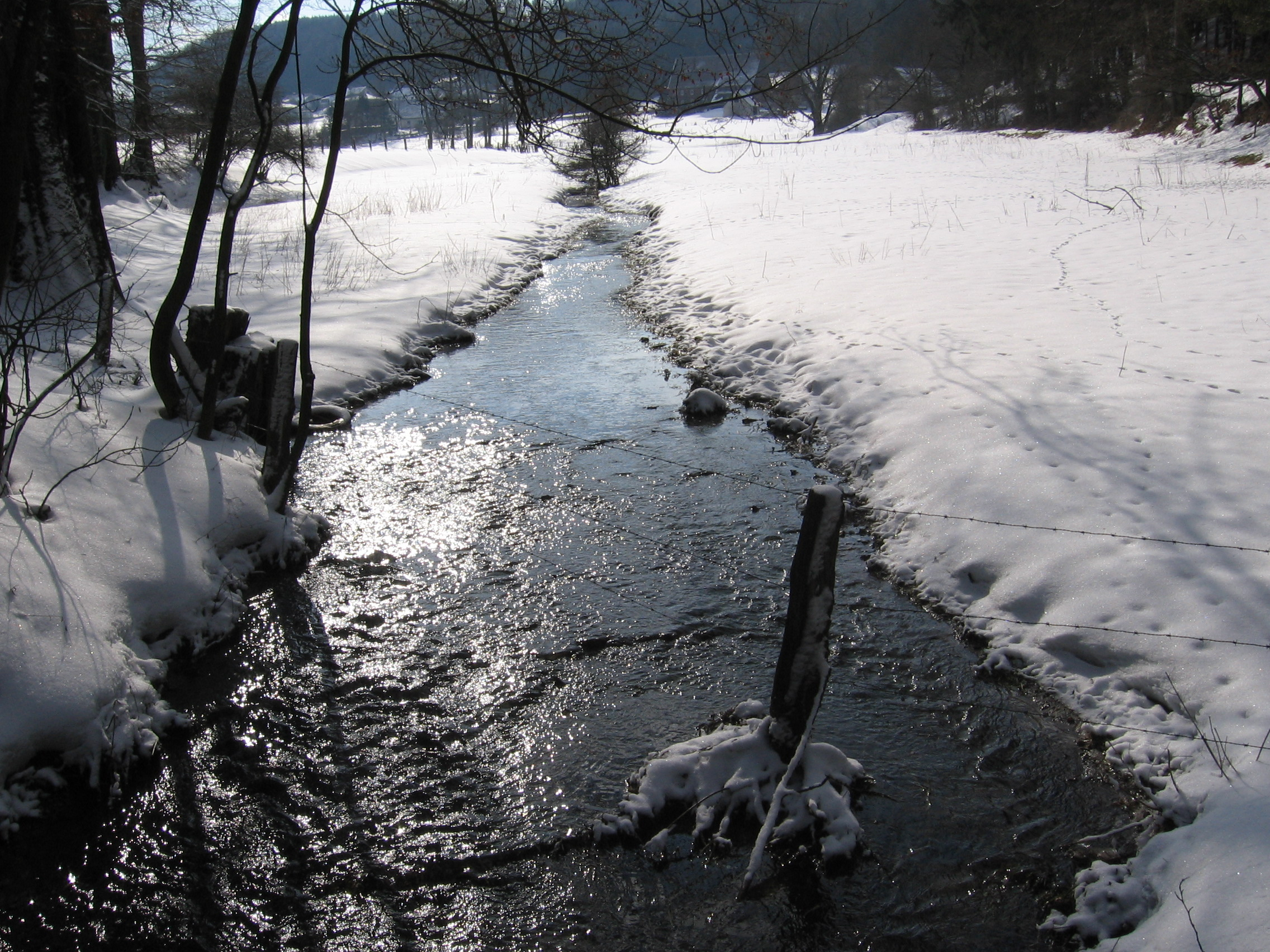

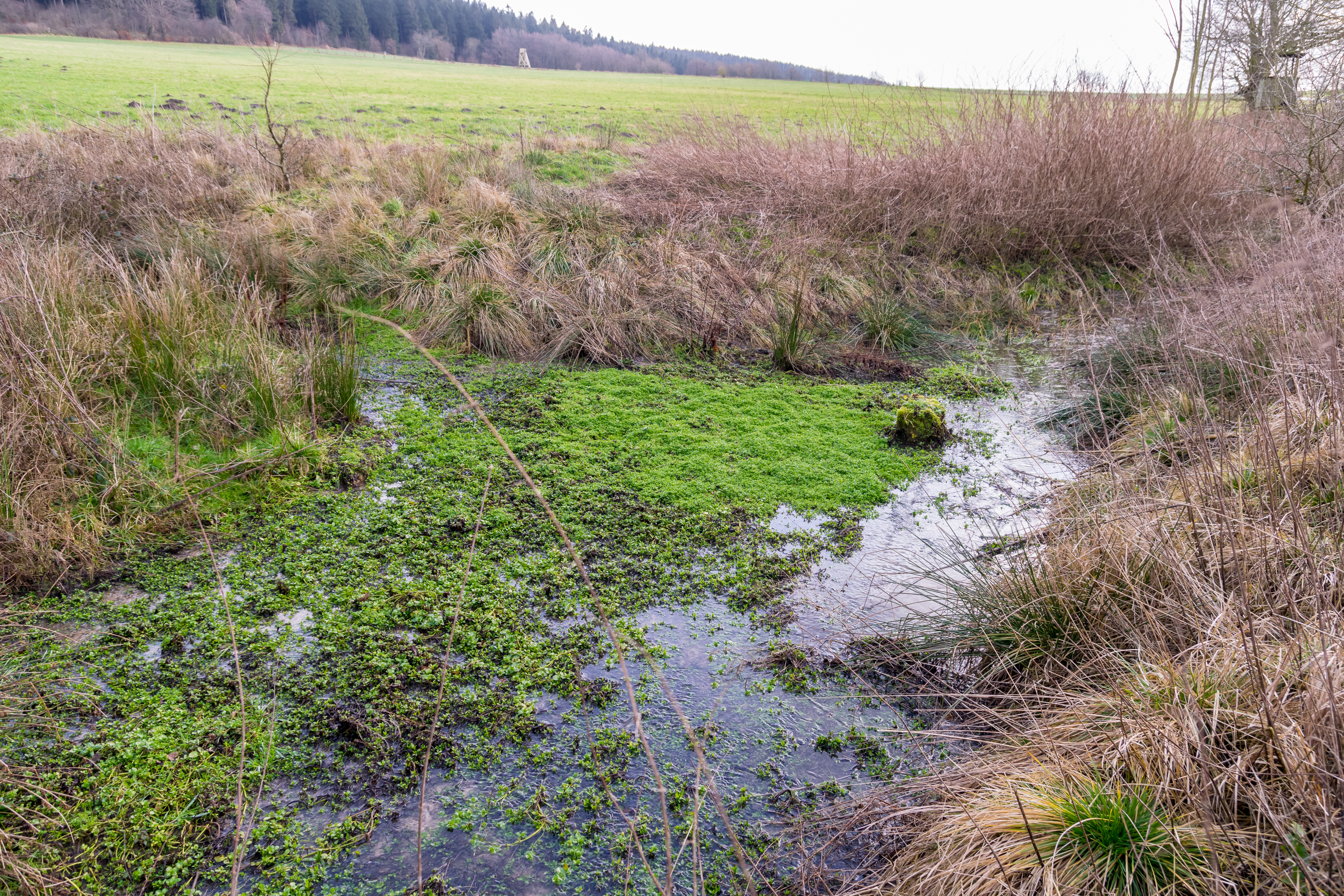

錫爾伯巴赫河（德語：Silberbach），是德國的河流，位於該國西部，處於北萊茵-威斯特法倫州，屬於霍伊巴赫河的支流，河道全長11.3公里，流域面18.9平方公里。